# Haus Koch & Mayer

Haus Koch & Mayer (1907)

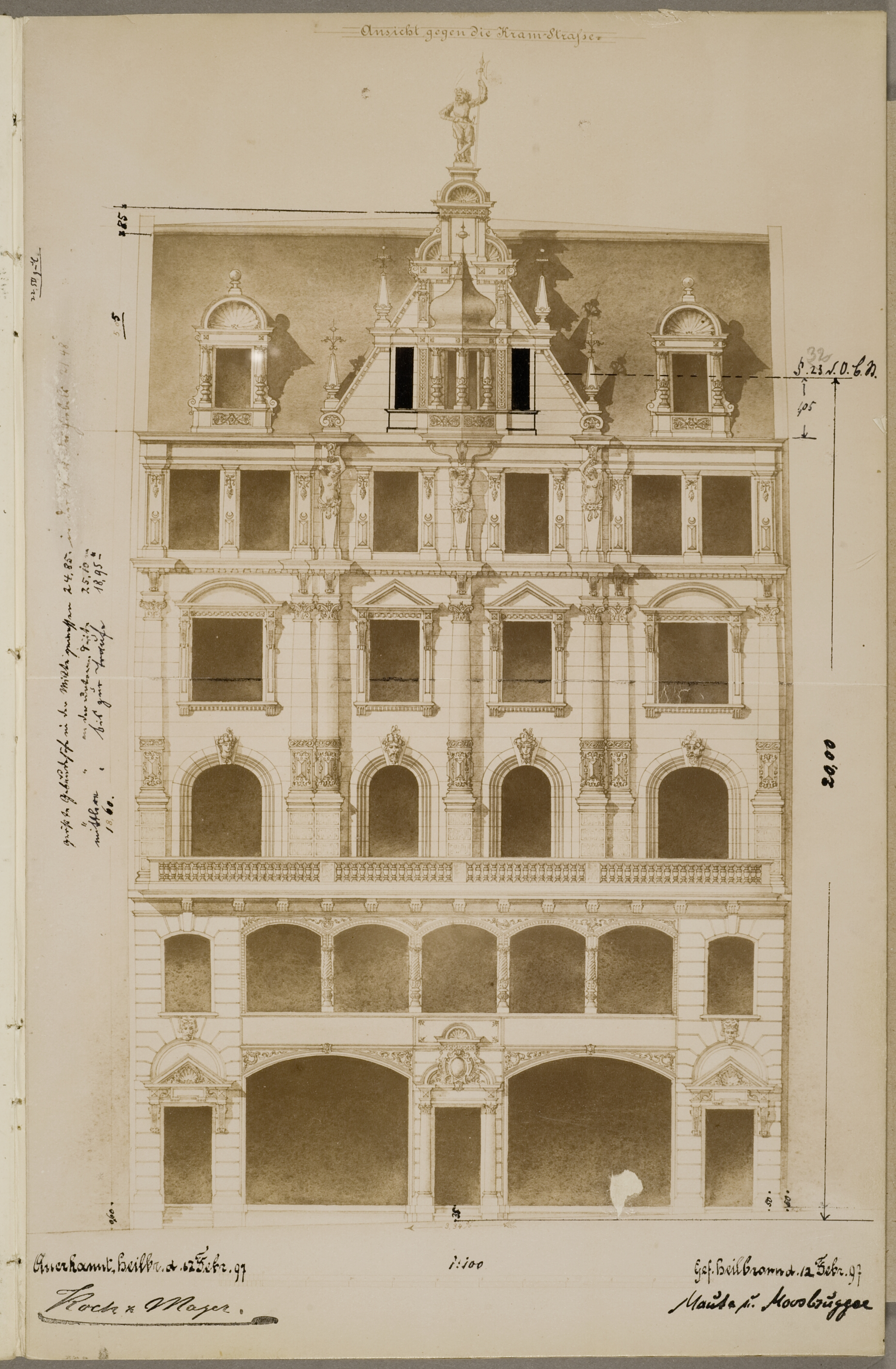
Entwurf der Architekten Hermann Maute und Theodor Moosbrugger.

Das Haus Koch & Mayer an der Kaiserstraße 29 in Heilbronn wurde 1897 für den Bauwerkmeister Hermann Koch und Hermann Mayer nach Entwürfen der Architekten Hermann Maute und Theodor Moosbrugger erbaut. Der gründerzeitliche Prachtbau wurde an der Stelle des einstigen Bandhauses des Kameralamtes (Geburtsstätte von Gustav von Schmollers) erbaut, von dem die Gewölbe in sechs Metern Tiefe im heutigen Gebäude erhalten blieben.
Das Prachtgebäude wurde im Zweiten Weltkrieg zerstört. Seit der Nachkriegszeit befindet sich an der Stelle des Hauses 29 ein für das Sportartikelhaus Saemann erbautes Gebäude.

## Geschichte
Vor der Umgestaltung der Kaiserstraße zur Durchgangsstraße 1897 hatte das Anwesen an der Kaiserstraße 29 die Adresse Präsenzgasse 9 getragen. Bei der Häuserzählung 1855 erhielt es die Hausnummer 881.

### Bandhaus (bis 1894)

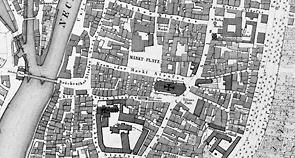
Heilbronn, Bandhaus ist schwarz markiert genauso wie die anderen denkmalgeschützten Sakralbauten

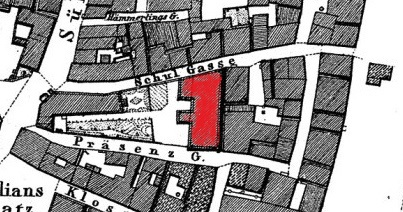
Heilbronn, Bandhaus (überarbeitet nach Archäolog. Stadtkataster Karte 4, Nr. 182).

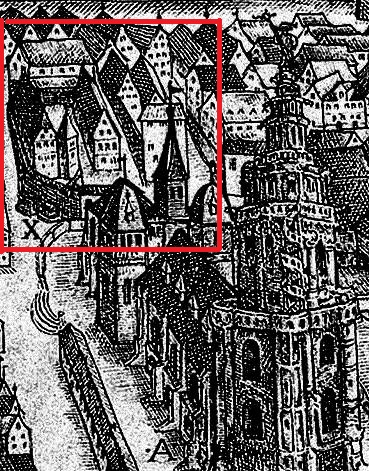
Heilbronn, Zehnthof mit Bandhaus, 1658 Stadtansicht von Johann Sigmund Schlehenried.

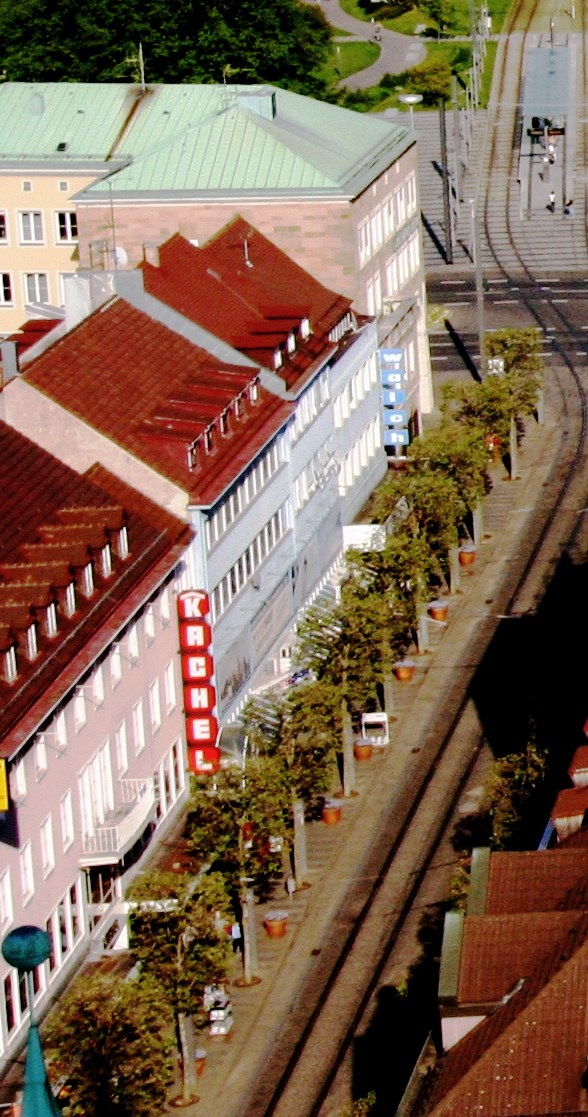
Heilbronn, Kaiserstraße 27–37 (Stand 2008)

Das Bandhaus des Württembergischen Fruchtzehnthofs war ein dreistöckiger, steinerner Querbau. Im Erdgeschoss befand sich das Bandhaus, die beiden oberen Stockwerke waren die Fruchtböden. Der große Weinkeller (114 1/4 Schuh lang, 42 1/2 Schuh breit) unter dem Haus galt als der „schönste Keller“ und war einer zeitgenössischen Beschreibung nach „so hoch, daß Fässer bis zu 85 Württemberger Eimer darinn stehen, und ist dem ungeachtet, was selten in Heilbronn der Fall ist, trotz seiner Tiefe von Eindringen des Neckar-Wassers gesichert“.
Der Zehnthof ging laut Koppal auf ein „starke[s] Interesse“ König Rudolfs und seines Sohnes Albrecht an der Stadt Heilbronn im Rahmen der Revindikationspolitik zurück. Beide suchten fünfmal die Stadt Heilbronn auf. In den Jahren 1283 und 1287 übertrug Rudolf seinem Sohn Albrecht die Zehnten zu Heilbronn als Reichslehen, wovon einer wohl ein Kirchenzehnter war. 13 Jahre später verkaufte Albrecht teilweise seinen Weinzehnt. 1399 ist ein Weinzehnthof belegt. 1476 erlaubte der Rat einen Weinkellerbau; 1477 werden Baumaßnahmen erwähnt.
Nachdem 1873 zum letzten Mal der Fruchtzehnt eingezogen worden war, wurde das Gebäude 1894 abgebrochen.

### Haus Koch & Mayer (ab 1897)
Nach dem Umbau der Kaiserstraße im Jahre 1897 wurden auf vielen der alten Grundstücke repräsentative Gebäude errichtet, die auf den Kellern der Vorgängerbauten ruhten. An der Kaiserstraße 29 wurde 1897 das gründerzeitliche Wohn- und Geschäftshaus für die Baufirma Koch und Mayer nach Entwürfen der Architekten Hermann Maute und Theodor Moosbrugger erbaut.
Das Bauunternehmen Koch & Mayer GmbH war 1944 maßgeblich an der Umstrukturierung des Salzbergwerks Bad Friedrichshall in das KZ Kochendorf beteiligt.

### Zerstörung 1944 und Neubau 1950
Bei den Luftangriffen auf Heilbronn am 4. Dezember 1944 wurde der Prachtbau zerstört. Am 13. Mai 1949 begann der Wiederaufbau. 1964 war der Nachkriegsbau fertiggestellt.

## Beschreibung

### Lage und Umgebung
Die Gebäude wurden flankiert von weiteren Prachtbauten. Das linke Nachbargebäude (Nr. 27) war das Hufeisenhaus, im rechten Nachbargebäude (Nr. 31) befand sich um 1900 erst noch ein Café, später bezog eine Privatbank das Gebäude.

### Nutzung

#### Leder- und Sattlerwaren Saemann (ab 1919)
Seit 1919 befand sich das Geschäft des Kaufmanns Wilhelm Saemann in dem Gebäude, der Leder- und Sattlerwaren verkaufte. Saemann hatte zuvor im Jahre 1898 in der Kirchbrunnenstraße einen Laden eröffnet. Nachdem Wilhelm 1910 bei einem Unfall verstorben war, übernahm Lina Saemann, seine Witwe, das Geschäft und zog 1919 mit dem Geschäft in die Kaiserstraße 29. 1927 wurde das Angebot um Sportartikel und Sportmode erweitert.
Dem Adressbuch von 1931 ist zu entnehmen, dass das Haus Kaiserstr. 29 der Witwe Lina Saemann gehörte (ebenso z. B. 1925).

#### Max & Siegmund Lang Möbel- und Bettengeschäft (1906–1934)
Von 1906 bis 1934, werden in der Kaiserstraße 29 folgende jüdische Geschäfte erwähnt: Max Lang, Möbelhändler und Max & Siegmund Lang Möbel- und Bettengeschäft.
Laut der Auswanderungsliste wohnte Siegmund Lang (* 9. Februar 1906 in Heilbronn) im Jahre 1939 – bis zu seiner Auswanderung am 20. Februar 1939 in die USA – in der Kaiserstraße 29. Max Lang (* 8. Juni 1871 in Georgsgemünd) wanderte zusammen mit Lina Lang, geborene Strauss (* 11. September 1865 in Grombach) im Oktober 1939 – zur Zeit der Auswanderung wohnhaft in der Mönchseestraße 71 – in die USA aus.

#### Papier- und Schreibwarengroßhandlung C. Josef Müller (bis 1944)
Bis 1944 war in dem Haus die Papier- und Schreibwarengroßhandlung C. Josef Müller befindlich. Gegründet wurde das Geschäft von dem Kaufmann Carl Mollenkopf (* 19. März 1910; † 11. August 1995), der mit Luise Mollenkopf geb. Seckel (* 17. Januar 1916; † 24. Mai 2008) verheiratet war.

### Architektur und Kunst
Das Gebäude an der Kaiserstraße 29 zählte zu einer sich über die Hausnummern 25 bis 37 erstreckenden Gruppe repräsentativer Gebäude, die die Kaiserstraße in Heilbronn zu einer „Prachtstraße der Gründerzeit“ machten: „Nirgends gab sich Heilbronn großstädtischer“.